# Lajos Rokfalusy
Lajos Rokfalusy (wym. [lɒjoʃ rokfɒluʃi], ur. 24 października 1887 w Lewoczy, zm. maj 1974 r. w Salgótarján) – węgierski taternik, alpinista i nauczyciel.
Lajos Rokfalusy zaczął uprawiać taternictwo w 1906 r. Najczęściej wspinał się z Alfrédem Grószem i Tiboldem Kregczym – nazywano ich spiską trójką. Jego partnerami wspinaczkowymi byli również: Gyula Hefty, Zoltán Votisky, Endre Maurer, Gyula Balla, Ernő Kátai i Oszkár Jordán. Wspinał się do lat 20. XX w., bywał także w Alpach, zarówno w lecie, jak i w zimie.
Lajos Rokfalusy był także ratownikiem górskim, brał udział w szkoleniu przewodników tatrzańskich. Od 1907 r. uprawiał narciarstwo wysokogórskie, był także instruktorem narciarskim. W 1919 r. przeprowadził się do Salgótarján, gdzie od 1922 r. był dyrektorem tamtejszej szkoły – funkcję tę pełnił aż do emerytury.
Opisy swoich tatrzańskich wycieczek pozostawił w rękopisie Életem utja.

## Ważniejsze dokonania wspinaczkowe
- uczestnik pierwszego przejścia Jaworowej Grani (1912 r.)
- uczestnik pierwszego przejścia środkiem północnej ściany Ostrego Szczytu
- uczestnik pierwszego przejścia północno-zachodniej grani Małego Kieżmarskiego Szczytu
- pierwsze przejście południowej ściany masywu Lodowej Kopy, wraz z Grószem i Kregczym
- pierwsze wejście zimowe na Baranie Rogi, wraz z Kregczym i Votiskym
- pierwsze wejście letnie na Wielką Capią Turnię, wraz z Grószem
- pierwsze wejście zimowe na Hlińską Turnię
- pierwsze przejście zimowe fragmentu Grani Soliska, wraz z Gyulą Heftym
- pierwsze wejście zimowe na Wielkie Solisko, wraz z Heftym
- pierwsze wejście zimowe na trzy Szarpane Turnie, wraz z Gyulą Ballą
- pierwsze wejście letnie na Złotą Turnię, wraz z Kregczym i Grószem
- pierwsze wejście zimowe na Czerwoną Turnię, wraz z Heftym.